# Leonhard Wolf
Leonhard Wolf (* 23. Juni 1897 in Fürth; † 1983) war Vorstandsvorsitzender der Bayernwerk AG.

## Leben
Nach dem Besuch der Oberrealschule in Nürnberg studierte er Maschinenbau an der TH München und Nationalökonomie an der Universität Erlangen.
1922 begann er als Ingenieur beim Bau des Walchenseekraftwerks und übernahm dann eine leitende Stellung im Bayernwerk. Während der Zeit des Nationalsozialismus war Leonhard Wolf, der jüdische Vorfahren hatte, vom Vorstandsmitglied Adolf Schmolz abgeschirmt worden. Seit 1945 übte er zugleich das Amt des Landeslastverteilers für Bayern aus. Ab 1955 war er auch im Aufsichtsrat der fusionierten Isar-Amperwerke.

## Ehrungen
- 1957: Großes Verdienstkreuz der Bundesrepublik Deutschland
- 1959: Bayerischer Verdienstorden
- 1959: Ehrendoktorat der Technischen Hochschule München

## Veröffentlichungen
- Zwischenstaatlicher Energieaustausch in Europa. – Studie der Wirtschaftskommission für Europa, Ausschuss für Elektrische Energie; Genf; Vereinte Nationen, Wirtschaftskomm. f. Europa, 1952
- Die elektrizitätswirtschaftliche Zusammenarbeit zwischen Österreich und der Deutschen Bundesrepublik und die gemeinsamen Bemühungen dieser Länder um die Förderung des internationalen Energieaustausches
- Der Ausbau internationaler Wasserkräfte in Europa; 1954
- Bayern hat kein Glück mit dem Uran; 1958